# Феде Сан Еметеріо
Феде Сан Еметеріо (ісп. Fede San Emeterio, нар. 16 березня 1997) — іспанський футболіст, півзахисник клубу «Реал Вальядолід».

## Клубна кар'єра
Народився 16 березня 1997 року. Вихованець футбольної школи клубу «Расінг». Дорослу футбольну кар'єру розпочав 2014 року в основній команді того ж клубу, в якій провів два сезони.
Згодом грав за команду «Севілья Атлетіко», а 2018 року уклав контракт із клубом «Реал Вальядолід», з якого був відданий в оренду до «Гранади».
2019 року повернувся з оренди да «Вальядоліда».

## Виступи за збірну
2015 року провів три гри за юнацьку збірну Іспанії (U-19).